# Raphidioptera
Ordre
Les Raphidioptera, les Raphidioptères, sont un ordre d'insectes, de la sous-classe des Ptérygotes, de l'infra-classe des Néoptères, du super-ordre des Holométaboles.

## Systématique
L'ordre des Raphidioptera est un groupe qui comprend environ 200 espèces dans l'actuel. La taxonomie des adultes est bien établie, se basant surtout sur les appareils génitaux des mâles. La taxonomie des larves, principalement basée sur les motifs et la coloration de l'abdomen, reste encore difficile en raison de la similarité des espèces apparentées. 

## Évolution
Les fossiles permettent de conclure qu'il existait une énorme biodiversité de Raphidioptères au Mésozoïque. La majorité des espèces et des genres (dans plusieurs familles) sont connus dans les dépôts du Jurassique et du Crétacé. La diversité des Raphidioptères du Mésozoïque a été fortement diminuée à la fin du Crétacé, probablement en raison de l'extinction Crétacé-Paléogène. Ce déclin frappe surtout les Raphidioptères vivant en milieu tropical.

## Caractéristiques
Les Raphidioptères adultes sont avant tout caractérisés par un prothorax remarquablement allongé, en particulier chez les Raphidiidae, et très mobile. Les femelles se distinguent également à leur long ovipositeur. Les différentes espèces de Raphidioptera font entre 15 et 30 mm.

## Écologie

### Alimentation
Les Raphidiidae adultes sont des insectes entomophages diurnes, se nourrissant d'arthropodes à corps mou et de pollen. La nourriture naturelle des Inocelliidae est pratiquement inconnue, mais en captivité ils se nourrissent de régimes artificiels et du pollen a très rarement été trouvé dans leur système digestif. Tous les stades larvaires des deux familles sont entomophages, se nourrissant également d'une large variété d'arthropodes à corps mou.

### Reproduction
L'accouplement est précédé d'une longue parade, qui comprend un comportement de nettoyage très sophistiqué avec les pattes et les antennes. La copulation dure de quelques minutes à 1 h 30 chez les Raphidiidae, mais jusqu'à 3 h chez les Inocelliidae. 

### Stade larvaire

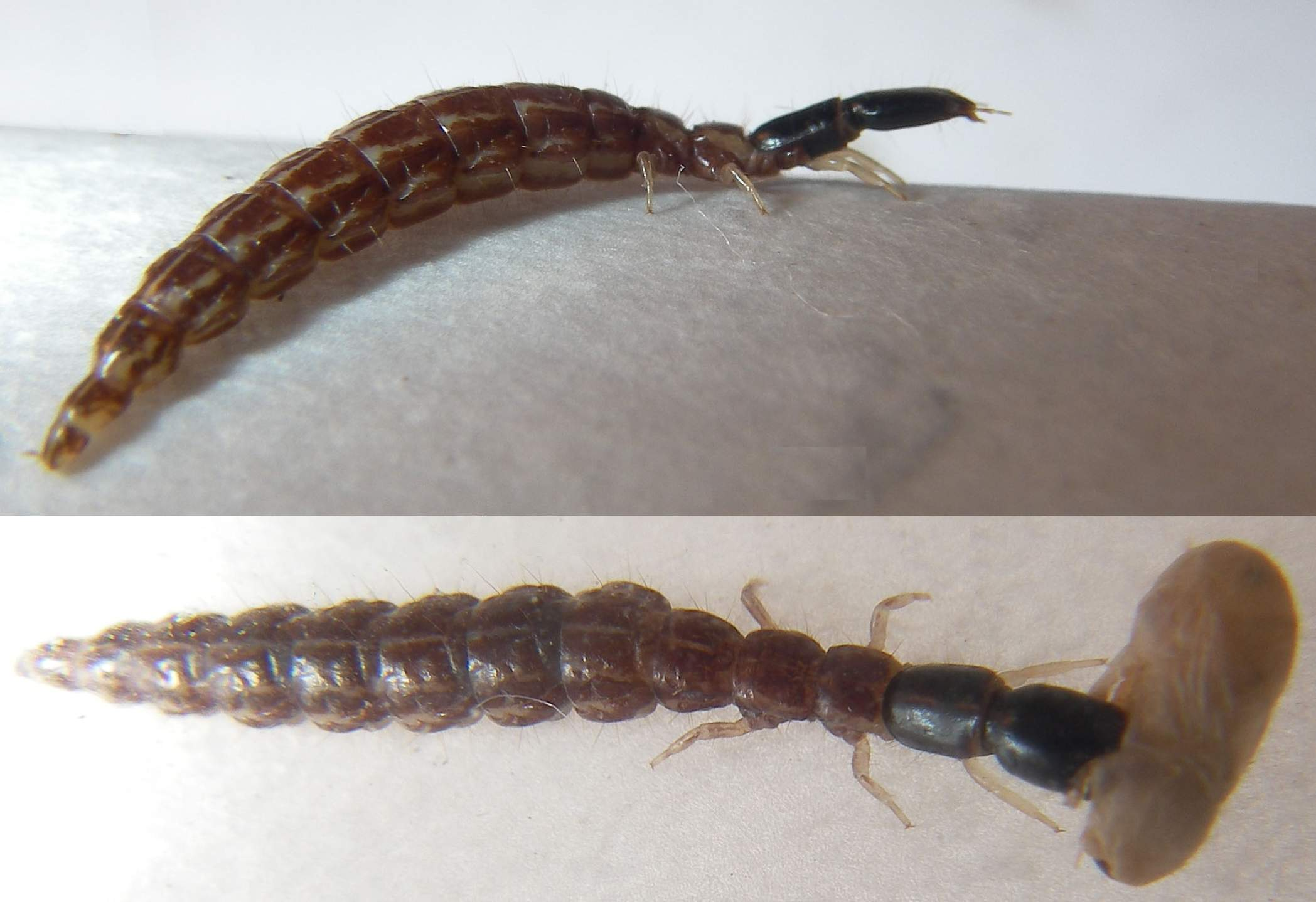
Larve de Raphidioptère.

La période larvaire des Raphidioptères dure 2 ou 3 ans chez la plupart des espèces, même si quelques-unes ont une phase larvaire limitée à 1 an et que dans un contexte expérimental, cette durée peut parfois atteindre 6 ans. Dans la plupart des cas, la pupaison a lieu au printemps et dure de quelques jours à 3 semaines. 

## Répartition
Les Raphidioptères sont confinés à l'hémisphère nord et presque exclusivement à la région holarctique. En Amérique centrale, les mentions les plus méridionales proviennent de hautes altitudes à la frontière entre le Mexique et le Guatemala. En Afrique, ces insectes n'ont été trouvés que dans des régions arboricoles au nord du Sahara, et en Asie, les mentions les plus méridionales proviennent d'altitudes supérieures à 900 m dans des zones au nord de l'Inde, au Myanmar et au nord de la Thaïlande. Les parties nord et est de l'Amérique du Nord sont dépourvues de Raphidioptères. Presque toutes les espèces sont restreintes à des zones peu étendues. 

## Liste des familles
Familles existantes selon ITIS (30 juin 2022) :
- Inocelliidae
- Raphidiidae

Familles éteintes, selon BioLib (30 juin 2022) :
- Baissopteridae Martynova, 1961 †
- Chrysoraphidiidae Liu & al., 2014 †
- Juroraphidiidae Liu & al., 2014 †
- Mesoraphidiidae Martynov, 1925 †
- Metaraphidiidae Bechly & Wolf-Schwenninger, 2011 †
- Priscaenigmatidae Engel, 2002 †
- Caririraphidia Martins-Neto, 2002 †

## Position phylogénétique
|  | \| \| Megaloptera \| \| \| \| \| \| Raphidioptera \| \| \| \| \| \| Neuroptera \| \| \| \| |
|  |                                                                                            |
|  | Coleoptera                                                                                 |
|  |                                                                                            |
|  | Megaloptera                                                                                |
|  |                                                                                            |
|  | Raphidioptera                                                                              |
|  |                                                                                            |
|  | Neuroptera                                                                                 |
|  |                                                                                            |

|  | Megaloptera   |
|  |               |
|  | Raphidioptera |
|  |               |
|  | Neuroptera    |
|  |               |

|  | Strepsiptera |
|  |              |

|  | Diptera      |
|  |              |
|  | Mecoptera    |
|  |              |
|  | Siphonaptera |
|  |              |

|  | Trichoptera |
|  |             |
|  | Lepidoptera |
|  |             |

|  | Diptera      |
|  |              |
|  | Mecoptera    |
|  |              |
|  | Siphonaptera |
|  |              |

|  | Trichoptera |
|  |             |
|  | Lepidoptera |
|  |             |

|  | Hymenoptera |
|  |             |

|  | Diptera      |
|  |              |
|  | Mecoptera    |
|  |              |
|  | Siphonaptera |
|  |              |

|  | Trichoptera |
|  |             |
|  | Lepidoptera |
|  |             |

|  | Diptera      |
|  |              |
|  | Mecoptera    |
|  |              |
|  | Siphonaptera |
|  |              |

|  | Trichoptera |
|  |             |
|  | Lepidoptera |
|  |             |

|  | Hymenoptera |
|  |             |

|  | \| \| Megaloptera \| \| \| \| \| \| Raphidioptera \| \| \| \| \| \| Neuroptera \| \| \| \| |
|  |                                                                                            |
|  | Coleoptera                                                                                 |
|  |                                                                                            |
|  | Megaloptera                                                                                |
|  |                                                                                            |
|  | Raphidioptera                                                                              |
|  |                                                                                            |
|  | Neuroptera                                                                                 |
|  |                                                                                            |

|  | Megaloptera   |
|  |               |
|  | Raphidioptera |
|  |               |
|  | Neuroptera    |
|  |               |

|  | Strepsiptera |
|  |              |

|  | Diptera      |
|  |              |
|  | Mecoptera    |
|  |              |
|  | Siphonaptera |
|  |              |

|  | Trichoptera |
|  |             |
|  | Lepidoptera |
|  |             |

|  | Diptera      |
|  |              |
|  | Mecoptera    |
|  |              |
|  | Siphonaptera |
|  |              |

|  | Trichoptera |
|  |             |
|  | Lepidoptera |
|  |             |

|  | Hymenoptera |
|  |             |

|  | Diptera      |
|  |              |
|  | Mecoptera    |
|  |              |
|  | Siphonaptera |
|  |              |

|  | Trichoptera |
|  |             |
|  | Lepidoptera |
|  |             |

|  | Diptera      |
|  |              |
|  | Mecoptera    |
|  |              |
|  | Siphonaptera |
|  |              |

|  | Trichoptera |
|  |             |
|  | Lepidoptera |
|  |             |

|  | Hymenoptera |
|  |             |